# Ерін Мей Келліман
Ерін Мей Келліман (нар. 17 жовтня 1998) — британська акторка. На телебаченні вона здобула популярність завдяки телесеріалу Channel 4 «Виховані вовками» (2015—2016) і серіалам BBC «Знедолені» (2018), «Не забудьте водія» (2019) і «Життя» (2020). Відтоді вона знялася в серіалах Disney+ «Сокіл та Зимовий солдат» (2021) і «Віллоу» (2022).
Серед її фільмів «Соло. Зоряні Війни. Історія» (2018), «Легенда про Зеленого лицаря» (2021), «Елеонора Велика» (2025) та «28 років по тому» (2025).

## Фільмографія

### Кіно
| Рік  |   | Українська назва               | Оригінальна назва               | Роль       |
| ---- | - | ------------------------------ | ------------------------------- | ---------- |
| 2018 | ф | Соло. Зоряні Війни. Історія    | Solo: A Star Wars Story         | Енфіс Нест |
| 2021 | ф | Легенда про Зеленого лицаря    | The Green Knight                | Вініфріда  |
| 2024 | ф |                                | Woken                           | Анна       |
| 2024 | ф | Лілії не для мене              | Lilies Not for Me               | Дороті     |
| 2024 | ф | Бліц                           | Blitz                           | Доріс      |
| 2025 | ф | Елеонора Велика                | Eleanor the Great               | Ніна       |
| 2025 | ф | 28 років по тому               | 28 Years Later                  | Джиммі Інк |
| 2026 | ф | 28 років потому: Кістяний храм | 28 Years Later: The Bone Temple | Джиммі Інк |

### Телебачення
| Рік       |   | Українська назва        | Оригінальна назва                 | Роль                |
| --------- | - | ----------------------- | --------------------------------- | ------------------- |
| 2015—2016 | с | Виховані вовками        | Raised by Wolves                  | Кеті (5 епізодів)   |
| 2018—2019 | с | Знедолені               | Les Misérables                    | Епоніна (3 епізоди) |
| 2019      | с | Не забудьте про водія   | Don't Forget the Driver           | Кайла (6 епізодів)  |
| 2020      | с | Життя                   | Life                              | Майя (6 епізодів)   |
| 2021      | с | Сокіл та Зимовий солдат | The Falcon and the Winter Soldier | Карлі (6 епізодів)  |
| 2021      | с | MS: Загальний збір      | Marvel Studios: Assembled         | себе (1 епізод)     |
| 2022      | с | Ватажок                 | Top Boy                           | Пебблс (4 епізоди)  |
| 2022      | с | Віллоу                  | Willow                            | Джейд (8 епізодів)  |